# Bulbine glauca
Bulbine glauca là một loài thực vật có hoa trong họ Thích diệp thụ. Loài này được (Raf.) E.M.Watson miêu tả khoa học đầu tiên năm 1987.